# Радатице
Радатице (слч. Radatice) насељено је мјесто са административним статусом сеоске општине (слч. obec) у округу Прешов, у Прешовском крају, Словачка Република.

## Становништво
| Година:    | 1994. | 2004.   | 2014.   | 2024.   |
| ---------- | ----- | ------- | ------- | ------- |
| Број људи: | 785   | 742     | 783     | 784     |
| Разлика:   |       | -5,47 % | +5,52 % | +0,12 % |

| Година:    | 2023. | 2024.   |
| ---------- | ----- | ------- |
| Број људи: | 781   | 784     |
| Разлика:   |       | +0,38 % |

Према подацима о броју становника из 2024. године насеље је имало 784 становника.